# 樋口智恵子
樋口 智恵子（ひぐち ちえこ、1981年1月30日 - ）は、日本の女性声優、女優。東京都三鷹市出身。フリーランス。
代表作には『ケロケロちゃいむ』（ミモリ）、『あまえないでよっ!!』（阿刀田結子）、『ぱにぽにだっしゅ!』（綿貫響）、『シュガシュガルーン』（剣城百合香）などがある。

## 来歴
小学1年生の時からダンスをしていたという。一緒にいたダンススクールの子供が「一緒に受けてみない」と、子どもミュージカルのオーディションを受けたところ偶々合格し、1992年、11歳で舞台活動を始める。
数多くの舞台に出演し、中学生時代にはほぼ年4本ペースで舞台出演するほどの活躍を見せた。ミュージカル『七つの海のティコ』やアルゴミュージカル『Sing for You, Sing for Me.』では主役を演じている。その後は学校に行きながら年に4本ぐらい舞台に出演してたが、次第に『赤ずきんチャチャ』といったアニメ系の舞台に出演ようになったという。『ナースエンジェルりりかSOS』の舞台に出演していた時にプロデューサーから、「アニメのオーディションも受けてみないか？」と言われ事務所に所属。
1996年、高校生くらいからテレビアニメ『水色時代』で声の仕事を始めた。しかし当時はあまりに声優の仕事の知識がなく、「なんとかってアニメのオーディションがあるんだけど」と、オーディションを受けたところ合格したが、何も分からなかったという。台本を渡されてもわけが分からず、声のなかったアニメのビデオを「初めてだから」と貰ったという。
1997年に三橋加奈子とのコンビでラジオ番組『アニメトピアR』が放送開始、1998年に三橋加奈子が坂本真綾と交代、坂本真綾と声優ユニット「Whoops!!（ウープス!!）」を結成。
Y・M・O（旧・ラブライブ）所属だったが、2007年3月31日に自らのブログでフリーになったことを公表した。その後、コンビネーションに所属していたが現在はフリーに戻っている。
2010年12月頃、スカイダイビングを初体験したという。

## 人物
特技はダンス。趣味はショッピング。

## 出演
太字はメインキャラクター。

### テレビアニメ
1996年
- 水色時代（高幡多可子）

1997年
- ケロケロちゃいむ（ミモリ）
- 超魔神英雄伝ワタル（エーコ）

1998年
- ビーストウォーズII 超生命体トランスフォーマー（1998年 - 1999年、アルテミス）

1999年
- To Heart（1999年 - 2004年、長岡志保） - 2シリーズ
- メダロット（リョータ、なみしまりんたろう）

2000年
- トランスフォーマー カーロボット（アイ、ジュンコ）
- メダロット魂（りんたろう）
- 遊☆戯☆王デュエルモンスターズ（クリス〈初代〉）

2001年
- オフサイド（伊藤渚）
- こみっくパーティー（長岡志保）
- テニスの王子様（田中洋平）

2002年
- あずまんが大王（滝野智）
- ホイッスル!（椎名翼）

2004年
- 吟遊黙示録マイネリーベ（エリカ）

2005年
- アイシールド21（沢井ジュリ）
- あまえないでよっ!!（阿刀田結子）
- ガラスの仮面（2005年）（田沼美紀）
- シュガシュガルーン -sugar×2 rune-（剣城百合香）
- ぱにぽにだっしゅ!（綿貫響）
- 遊☆戯☆王デュエルモンスターズGX（小原洋司）

2006年
- あまえないでよっ!!喝!!（阿刀田結子）
- おねがいマイメロディ 〜くるくるシャッフル!〜（夏川なつみ）
- 吟遊黙示録マイネリーベwieder（エリカ）
- プリンセス・プリンセス（河野さやか）

2007年
- シュガーバニーズ（エミール、たびうさ）
- 人造昆虫カブトボーグ V×V（女の子、中島カネ）

2008年
- シュガーバニーズ ショコラ!（エミール、たびうさ）
- スケアクロウマン（新婚の女）
- それいけ!アンパンマン（ブルーベリーちゃん）
- 遊☆戯☆王5D's（アンジェラ）

2009年
- シュガーバニーズ フルール（たびうさ）

2011年
- クッキンアイドル アイ!マイ!まいん!（フロッグ）

### 劇場アニメ
- MARCO 母をたずねて三千里（1999年、マルコ・ロッソ）
- あずまんが大王 THE MOVIE（2001年、滝野智）
- トップをねらえ２！＆トップをねらえ！合体劇場版!!（2006年、クラスメイト）
- ピアノの森（2007年）

### OVA
- HUNTER×HUNTER GREED ISLAND（2003年、ビスケット・クルーガー）
- ぱにぽにだっしゅ!（2006年、綿貫響）

### ゲーム
1998年
- テイルコンチェルト（ステア・プリス）

1999年
- 倉庫番 難問指南（ラビ）
- 超発明BOYカニパン 〜暴走ロボトの謎!?〜（ポポ）
- 電幻天使対戦麻雀 シャングリラ
- To Heart（長岡志保）

2002年
- あずまんがドンジャラ大王（滝野智）
- あずまんが大王パズルボブル（滝野智）

2003年
- あずまんが大王アドバンス（滝野智）
- まほろまてぃっく 萌っと≠きらきらメイドさん。（OP『天使達の楽園』、ED『Memory。』）

2005年
- 第3次スーパーロボット大戦α 終焉の銀河へ（フェイ・イェン・ザ・ナイト）
- 月は切り裂く 〜探偵 相楽恭一郎〜（相楽舞子）

2006年
- シュガシュガルーン〜恋もオシャレもピックアップ（剣城百合香）
- シュガシュガルーン・ハートがいっぱい萌黄学園（剣城百合香）
- NARUTO -ナルト- 木ノ葉スピリッツ!!（メノウ）
- プリンセス・プリンセス 姫たちのアブナい放課後（さやか）

2007年
- 逆転裁判4 プロモーション映像（みぬき）

2008年
- 花より男子 -恋せよ女子！-（大河原滋、日向更）

2016年
- 逆転裁判6（成歩堂みぬき）

2018年
- 電脳戦機バーチャロン×とある魔術の禁書目録 とある魔術の電脳戦機（富良科凛鈴、リリナ）

### ドラマCD
- ドラマCD「逆転裁判5」〜逆転のアニマルサーカス!?〜（成歩堂みぬき）
- 電脳戦機バーチャロンドラマCD　EPISODE#14『CyberNET Rhapsody』（フェイ・イェン）
- 電脳戦機バーチャロンドラマCD　EPISODE#16『COUNTERPOINT 009A』（フェイ・イェン）
- To Heart（長岡志保）
- To Heart 〜Remember my Memories〜（長岡志保）

### DJCD
- アニメトピアR ゴージャス
- アニメトピアR ゴージャス2
- Internet Radio マベラヂW
- SONIC GUM ラジオスペシャル あまえないでよっ!!ラジオCD（ワニブックスWeb通販限定）

### 吹き替え

#### ドラマ
- 18・29〜妻が突然18才!?〜（キム・ソンミ）

#### アニメ
- ヘンリー・ハグルモンスター（サマー）

### ラジオ
- アニメプリンセス（文化放送、1995年7月）
- Girls' School Fantasy（NACK5、1997年4月 - 9月）
- Girls' School Fantasy G（NACK5、1997年10月 - 1998年3月）
- アニメトピアR（ラジオ大阪、1997年4月 - 2000年3月）
- 1314 V-STATIONプラス（ラジオ大阪、1999年10月29日 - 11月25日）
- ジャングルパラダイス -エンジェル・スプラッシュ-（スターデジオ、2000年7月 - 2001年9月）
- マベラヂオ（文化放送、2006年4月 - 2007年3月）
- マベラヂW（2007年4月 - 2008年3月）
- マベラヂX（2008年4月 - 2008年12月）

### 舞台
- アルゴミュージカル アイスクリーム応援団（1992年7月） - 果物屋役
- ギャング（1993年2月 博品館劇場） - ローズ役
- アルゴミュージカル 真夏のシンデレラ館で（1993年7月）
- 霊舞（1993年9月） - 由岐役
- ガスライト（1993年12月） - 少女ミチル役
- にごり江（1994年4月 近鉄劇場） - 影踏みの少女役
- アガサクリスティ 蜘蛛の巣（1994年5月10日 - 5月22日・5月24日 - 5月27日） - ピパ役
- ミュージカル 七つの海のティコ（1994年7月 後楽園ファミリーミュージカル）ナナミ役
- ミュージカル 赤ずきんチャチャ（1994年12月） - お鈴役
- アルゴミュージカル Sing for You, Sing for Me.（1995年7月） - 西条美香役
- ミュージカル ナースエンジェル りりかSOS（1995年12月15日 - 1996年1月7日） - 風見安奈役
- 稽古場-ぼくの「はてしない物語」（1996年2月） - 社長役
- ONE WEEK（1996年7月） - 吉房麻衣役
- ミュージカル 水色時代（1996年12月、1997年8月） - 高幡多可子役
- ミュージカル ケロケロちゃいむ（1998年1月） - ミモリ役
- SUCCESS STORY!（1998年12月、1999年11月）
- ミュージカル 発明BOYカニパン（1998年12月） - タフィ役
- BOYS BE…ALIVE（1999年5月） - 理奈役
- 舞台版 こちら葛飾区亀有公園前派出所（1999年7月14日 - 8月15日、2001年7月27日 - 9月2日） - 少女役
- サクセス・ストーリー（1999年11月19日 かめありリリオホール、1999年11月26日 大宮町民文化センター、1999年12月10日 早島町民会館） - 社長役
- ミュージカル リカちゃん（1999年12月24日 - 2000年1月6日 銀座博品館劇場他） - いずみちゃん役
- ウディアレンの世界中がアイ・ラヴ・ユー（2000年12月20日 - 2001年1月3日 アートスフィア） - ローラ役
- ケチャップリンコピー（2001年12月4日 - 12月9日 恵比寿エコー劇場） - 紫苑役
- ライアーガール（2002年8月） - ミサ役
- ミュージカル スター誕生（2004年3月17日 - 4月18日 青山劇場）
- プリンセス天功まつりVol.1　笑劇「地獄八景」〜あの世も、この世も、イリュージョン〜（2007年12月13日 - 12月16日 俳優座劇場）  - レイコ役
- 宮川彬良＆アンサンブル・ベガ（2008年） - 少年時代のモーツァルト役
- こどもの楽園（2008年11月）
- 宮川彬良＆アンサンブル・ベガ ニューイヤーコンサート（2009年1月3日 兵庫県立芸術文化センター 大ホール、2009年1月7日 長久手町文化の家 森のホール） - 少年時代のモーツァルト役
- 劇団アルターエゴ43回公演『三人の魔女』〜シェークスピア『マクベス』より〜（2010年10月27日 - 10月31日 六行会ホール） - ジュリエット役
- アルターエゴ第46回公演「シンプル・レヴュー3」（2011年9月7日 - 9月11日 恵比寿エコー劇場）
- 蝶々殺人事件（2014年3月12日 - 3月16日、紀伊國屋サザンシアター）
- 心霊探偵八雲 祈りの柩（東京公演 2015年2月11日 - 22日、新国立劇場 小劇場、大阪公演 2015年2月27日 - 3月1日、ABCホール）土方真琴役
- 心霊探偵八雲 裁きの塔（東京公演 2017年5月31日 - 6月11日 品川プリンスホテル クラブeX、大阪公演 2017年6月16日 - 18日 大阪ビジネスパーク円形ホール 大阪イベント 2017年6月15日 大阪ビジネスパーク円形ホール）土方真琴役

### 映画
- 虹の橋

### イベント
- 東京キャラクターショー2005（幕張メッセ、2005年7月24日）

### ナレーション
- ハイボール万歳!（BS-TBS）、2012年4月2日 - ）

## ディスコグラフィ

### シングル
- BELIEVE/Magical Wonderland（1997年2月5日）
- KISS3/LOVE&PEACE（1997年8月21日）
- 大好きなシューズ/Deary（2001年6月21日）

### 参加作品
| 発売日   | タイトル                                                              | 名義 | 楽曲 | タイアップ                                                                                      |
| 1996年   | 1996年                                                                | 1996年 | 1996年 | 1996年                                                                                          |
| -------- | --------------------------------------------------------------------- | --- | --- | ----------------------------------------------------------------------------------------------- |
| 7月20日  | 水色時代 キャラクター・ソング・コレクション Present                   | 高幡多可子（樋口智恵子）                                                                                                 | 「ダイアリー」 「涙が勇気に変わる時」 | テレビアニメ『水色時代』キャラクターソング                                                      |
| 1999年   |                                                                       | | |                                                                                                 |
| 1月20日  | Love Love Phantasy／いつか                                            | Whoops!!（坂本真綾、樋口智恵子）                                                                                         | 「Love Love Phantasy」 | ラジオ『アニメトピアR』オープニングテーマ テレビアニメ『超発明BOYカニパン』オープンニングテーマ |
| 1月20日  | Love Love Phantasy／いつか                                            | Whoops!!（坂本真綾、樋口智恵子）                                                                                         | 「いつか」 | テレビアニメ『超発明BOYカニパン』エンディングテーマ                                             |
| 6月17日  | ジニー/忘れないよ                                                     | Whoops!!（坂本真綾、樋口智恵子）                                                                                         | 「ジニー」 「忘れないよ」 |                                                                                                 |
| 7月16日  | P                                                                     | Whoops!!（坂本真綾、樋口智恵子）                                                                                         | 項目参照 |                                                                                                 |
| 8月16日  | TILES COMPLES -優しくフラれたい-/抱きしめて〜"click"in my heart〜     | 坂本真綾、樋口智恵子 | 「抱きしめて〜"click"in my heart〜」 | テレビゲーム『電幻天使対戦麻雀シャングリラ』テーマソング                                        |
| 2000年   |                                                                       | | |                                                                                                 |
| 2月4日   | dream power-翼なき者たちへ-                                           | A・G・A・S | 「dream power-翼なき者たちへ-」 | 『文化放送A&Gゾーン』イメージソング。                                                           |
| 2002年   |                                                                       | | |                                                                                                 |
| 7月24日  | あずまんが大王 キャラクターCDシリーズ Vol.4 滝野智                    | 滝野智（樋口智恵子） | 「ぽいぽいPEACE」 | テレビアニメ『あずまんが大王』挿入歌                                                            |
| 7月24日  | あずまんが大王 キャラクターCDシリーズ Vol.4 滝野智                    | 滝野智（樋口智恵子） | 「空はとびきりパラダイス 」 | テレビアニメ『あずまんが大王』キャラクターソング                                                |
| 7月24日  | あずまんが大王 キャラクターCDシリーズ Vol.5 神楽                      | 神楽（桑島法子）、滝野智（樋口智恵子）、春田歩（松岡由貴）                                                               | 「Lazy Crazy ボンクラーズ」 | テレビアニメ『あずまんが大王』キャラクターソング                                                |
| 9月4日   | あずまんが大王 キャラクターCDシリーズ Vol.6 水原暦                    | 水原暦（田中理恵）、滝野智（樋口智恵子）                                                                                 | 「おいしいキミたち」 | テレビアニメ『あずまんが大王』キャラクターソング                                                |
| 12月25日 | TVアニメーション「あずまんが大王」ヴォーカルコレクション うたいましょ | 美浜ちよ（金田朋子）、春田歩（松岡由貴）、滝野智（樋口智恵子）、水原暦（田中理恵）、                                     | 「つくりましょう!」 | テレビアニメ『あずまんが大王』キャラクターソング                                                |
| 2005年   |                                                                       | | |                                                                                                 |
| 3月24日  | THE BEST OF RIVAL PLAYERS XXIV Yohei Tanaka&Kohei Tanaka              | 田中洋平（樋口智恵子）、田中浩平（三橋加奈子）                                                                           | 「TWO OF US 〜純白の羽〜」 「VOICE MESSAGE」 | テレビアニメ『テニスの王子様』キャラクターソング                                                |
| 7月21日  | あまえないでよっ!!さんとら夏盤                                        | あまえ隊っ!!（中原麻衣、川上とも子、樋口智恵子、寺田はるひ、渡辺明乃、新谷良子）                                         | 「あふれてゆくのはこの気持ち」 | テレビアニメ『あまえないでよっ!!』オープニングテーマ                                            |
| 7月21日  | あまえないでよっ!!さんとら夏盤                                        | あまえ隊っ!!（中原麻衣、川上とも子、樋口智恵子、寺田はるひ、渡辺明乃、新谷良子）                                         | 「あふれてゆくのはこの気持ち」 | テレビアニメ『あまえないでよっ!!』エンディングテーマ                                            |
| 8月24日  | ガールッピ                                                            | 桃月学園1年え〜☆び〜組［柏木優麻・優奈（石毛佐和）、来栖柚子（中世明日香）、綿貫響（樋口智恵子）、白鳥鈴音（広橋涼）、］ | 「ガールッピ」 | テレビアニメ『ぱにぽにだっしゅ!』キャラクターソング                                             |
| 11月2日  | はっぴぃ☆くりすます                                                   | あまえ隊っ!!（中原麻衣、川上とも子、樋口智恵子、寺田はるひ、渡辺明乃、新谷良子）                                         | 「holy holy intro」 「ベリーメリー」 | テレビアニメ『あまえないでよっ!!』キャラクターソング                                            |
| 11月2日  | はっぴぃ☆くりすます                                                   | 結子（樋口智恵子） | 「ラブレター」 | テレビアニメ『あまえないでよっ!!』キャラクターソング                                            |
| 2006年   |                                                                       | | |                                                                                                 |
| 1月25日  | あまえないでよっ!!喝!!さんとら冬盤                                    | あまえ隊っ!!（中原麻衣、川上とも子、樋口智恵子、寺田はるひ、渡辺明乃、新谷良子）                                         | 「あまえないでよっ!!」 | テレビアニメ『あまえないでよっ!!喝!!』オープニングテーマ                                        |
| 3月15日  | あまえないでよっ!!喝!!きゃらそんDE喝っ!!                              | あまえ隊っ!!（中原麻衣、川上とも子、樋口智恵子、寺田はるひ、渡辺明乃、新谷良子、真田アサミ）                             | 「さよならは旅立ちの言葉」 | テレビアニメ『あまえないでよっ!!喝!!』キャラクターソング                                        |
| 3月15日  | あまえないでよっ!!喝!!きゃらそんDE喝っ!!                              | 結子（樋口智恵子） | 「day by day」 | テレビアニメ『あまえないでよっ!!喝!!』キャラクターソング                                        |
| 7月16日  | P´                                                                    | Whoops!!（坂本真綾、樋口智恵子）                                                                                         | 「Whoopie コースター」 「友達の彼」 「Urban Cowgirls（Native Ver.）」 「ジーニー」 「Urban Cowgirls（Love's Ver.）」 「Private time」 「忘れないよ・・」 「Urban Cowgirls（Lovers Ver.）」 「LOVE LOVE Phantasy （honey hunter Ver.）」 「With」 「Urban Cowgirls（Highschool Ver.）」 「何も言わないで」 「いつか（Guttiappella Ver.）」 「Urban Cowgirls（Fashion Ver.）」 「LOVE LOVE Phantasy（Kitchen Dancer Ver.）」 「Urban Cowgirls（Dub Mix）」 「Urban Cowgirls（Wellcome back2006ver.）」 |                                                                                                 |
| 7月16日  | P´                                                                    | Whoops!!（坂本真綾、樋口智恵子）                                                                                         | 「Love Love Phantasy」 | ラジオ『アニメトピアR』オープニングテーマ テレビアニメ『超発明BOYカニパン』オープンニングテーマ |
| 7月16日  | P´                                                                    | Whoops!!（坂本真綾、樋口智恵子）                                                                                         | 「いつか」 | テレビアニメ『超発明BOYカニパン』エンディングテーマ                                             |